# 克里斯蒂安·齐格
克里斯蒂安·齐格（德語：Christian Ziege，1972年2月1日—），是一名前德国職業足球員，司职左後衛。退役後任职主教練。

## 生平

### 球會
拜仁慕尼黑
薛基是由德國一些小型球會打起。1990年加入德甲拜仁慕尼黑，並於該會打出名堂。早於1994年他就取得生平首個德甲聯賽冠軍，而他更加於英格蘭舉行歐洲國家盃賽事中取得冠軍；1997年也贏得一個德甲冠軍。
AC米蘭
1997年意大利大球會AC米蘭遭受十年來最差劣成績，因而從拜仁收購薛基。然而加盟兩季，薛基都未能適應球會風格。1999年AC米蘭終於贏回意甲冠軍，惟薛基並沒作太大貢獻。
轉戰英超
1999年夏季薛基走到英超效力米杜士堡。此後他狀態回復，一季已上陣29場聯賽。惟球季後薛基受到英超大球會利物浦招攬，薛基為求轉會竟與米杜士堡鬧翻。轉投利物浦後薛基表現始終未如理想，僅於贏得英格蘭聯賽盃時作出貢獻。球季下半段薛基更喪失位置。薛基於2001年轉投另一支英超球會熱刺。起先能取得正選，然而傷病問題一直困擾著薛基，上陣時間因而漸少。
重返德甲
2004年他重返德國效力慕遜加柏，並於退役後留在球會任職。

### 國家隊
早於1993年薛基已是國家隊主力，曾代表過國家隊出賽多個主要大賽，其中1996年歐洲國家杯他贏得了冠軍；2002年世界杯他亦贏得一個亞軍。2004年參加完歐洲國家盃後，宣告退役。

### 教練
2008年10月6日在球隊主教練因戰績欠佳而下课，薜基為慕遜加柏出任臨時教練。2010年5月27日轉會至比勒費爾德出任主教練，但球隊開季11戰錄得1勝1和9負的差劣成績，排名墊底，於11月7日被球會解僱。

## 荣誉

### 国家队
- 1996年欧洲國家杯冠军
- 2002年世界杯亚军

### 俱乐部
拜仁慕尼黑
- 德甲冠军（93-94，96-97）
- 欧洲联盟杯冠军（95-96）
- 德国联赛杯（97-98）

AC米兰
- 意甲冠军（98-99)

利物浦
- 英格兰联赛杯冠军（00-01）

## 外部連結
- （英文） Official website （页面存档备份，存于）
- （英文） Yahoo! sport
- （德文） Borussia MG （页面存档备份，存于）
- 足球数据库：克里斯蒂安·齐格的球员统计数据